# Leucania niveilinea
Leucania niveilinea är en fjärilsart som beskrevs av William Schaus 1894. Leucania niveilinea ingår i släktet Leucania och familjen nattflyn. Inga underarter finns listade i Catalogue of Life.